# Єле Клаасен
Єле Клаасен (нід. Jelle Klaasen, нар. 17 жовтня 1984)  — нідерландський професійний гравець в дартс, чемпіон світу (BDO) з дартсу 2006 року.

## Кар'єра
15 січня 2006 року Єле Клаасен став наймолодшим чемпіоном світу з дартсу, віком 21 років 90 днів, коли він переміг іншого представника Нідерландів Раймонда ван Барневельда у фіналі чемпіонату світу BDO 2006 року з рахунком 7-5. Титул чемпіона світу BDO він здобув на своєму дебютному чемпіонаті. Починаючи з 2007 року Клаасен розпочав брати участь в турнірах PDC. У 2008 році вперше брав участь в чемпіонаті світу PDC.